# Roberto Malone
Roberto Malone, pseudonimo di Roberto Pipino (Torino, 31 ottobre 1956), è un ex attore pornografico ed ex regista pornografico italiano.

## Biografia

Roberto Malone ne Il vizio nel ventre (1987)

Prima di entrare nel porno, era un organizzatore di eventi e promotore musicale per cantanti come Alan Sorrenti e Gianni Nazzaro. Dopo l'annullamento di un concerto a Torino, che lo trascinò in grave difficoltà economica, accompagnò a Roma un suo amico, proprietario di cinema a luci rosse e produttore di pellicole porno. Quando Pipino fu  davanti al set, quasi per gioco, chiese di essere messo alla prova e così fu scritturato per il suo primo film. Adattò il suo cognome da Pipino a Malone dopo che il regista Aristide Massaccesi gli consigliò di trovarsi un nome d'arte.
Malone ha spesso fatto il talent scout, lanciando numerosi attori e attrici nel mondo hard, tra i quali la coppia di sposi Jessica Rizzo-Marco Toto.
Le sue ultime apparizioni nel porno le ha fatte in parti da caratterista.

## Vita privata
L'attore partecipò a film porno per anni senza informare del suo mestiere la moglie dell'epoca. Usciva di casa andando al lavoro come un qualunque impiegato; ma quando la donna seppe la verità, lo lasciò. 
Nei primi anni novanta è stato legato alla sua collega olandese Zara Whites, poi tra la fine dello stesso decennio e l'inizio del successivo all'altra collega ungherese Eva Falk, sua futura moglie.
Dal 2013 è titolare di un negozio di sigarette elettroniche ad Antibes.

## Filmografia parziale
- I Gemelli Malone (2006)
- Scandali a Carmagnola (2005)
- Hypnotic Games (2005)
- L'eredità di Don Raffè (2004)
- Max's All Stars 2 (2004)
- The Best by Private 54: Ebony Dreams (2004)
- Die Entführung (2004)
- Crazy Bullets (2003)
- Le palais des phantasmes (2003)
- Le secrétaires (2003)
- Sperma Spende (2003)
- Una vita in vendita (2003)
- Senso '45 (2002)
- Blue Angel (2002)
- Private Penthouse Movies: Sex Forever (2001)
- Bambola (2001)
- La fête à Gigi (2001)
- The Best of Angelica Bella (2001)
- Corruption (2001)
- Lulù (2001)
- Le point Q (2001)
- La polizia ringrazia (2001)
- Pulp (2001)
- L'amour forcé (2000)
- S.O.S. infirmières (2000)
- True Anal Stories 11 (2000)
- Cargo accès interdit (2000)
- Dominatrix (2000)
- Four Sex Rooms (2000)
- Harcèlement au féminin (2000)
- Italian Beauty (2000)
- Italian Flair (2000)
- Napoli (2000)
- Onora il padre (2000)
- L'hotel del peccato (2000)
- Port du casque obligatoire (2000)
- Prenez ma femme je mate (2000)
- La siciliana (2000)
- Les tontons tringleurs (2000)
- Rocco e i mercenari (1999)
- Romance (1999)
- Anmacherinnen 8: Blutjung und schon verdorben (1999)
- Clausura (1999)
- L'enjeu du désir (1999)
- Gina Wild - Jetzt wird es schmutzig (1999)
- Hotdorix (1999)
- Humiliée (1999)
- Koyack (1999)
- Maximum Perversum - Schreie junger Frauen (1999)
- Les pierres qui tombent du ciel (1999)
- Private Gold 39: Domestic Affairs (1999)
- Torero (1999)
- L'empreinte du vice (1998)
- Fuck Monti (1998)
- Old Ladies Extreme: Alte Stuten hart geritten (1998)
- Penelope (1998)
- Le prix de la luxure (1998)
- Rocco e i magnifici 7 (1998)
- Rock and Roll. Rocco Part II (1997)
- I Promessi Sposi (1997)
- Cyberix (1997)
- Afrodite: La dea dell'amore (1997)
- Délires obscènes (1997)
- Le fétichiste (1997)
- Home Sweet Home (1997)
- La moglie bugiarda (1997)
- L'indécente aux enfers (1997)
- Le labyrinthe (1997)
- Les Nuits de la présidente (1997)
- Private Gold 25: When the Night Falls (1997)
- Rocco e le storie tese (1997)
- La Ruée vers Laure (1997)
- Salomé (1997)
- Sextet (1997)
- Una stirpe maledetta di Lucrezia Borgia (1997)
- Seduzione gitana (1996)
- Crowded Afternoon (1996)
- Dirty Tricks II: This Ain't Love (1996)
- Sea, Sex & Fun (1996)
- Boccacio's Tales: X Decameron (1996)
- Afrodite (1996)
- Antonio e Cleopatra (1996)
- Le désir dans la peau (1996)
- Double Trouble (1996)
- Una famiglia per pene (1996)
- Hamlet: For the Love of Ophelia (1996)
- Mata Hari (1996)
- Messalina (1996)
- Napoleon (1996)
- Penitenziario femminile (1996)
- Le porcone volanti (1996)
- La princesse et la pute (1996)
- The Princess, the Bodyguard and the Stripper (1996)
- School Girl (1996)
- Triple X 11 (1996)
- Viaggi di nozze in Spagna (1996)
- Sequestro di persona 1 (1995)
- Sequestro di persona 2 (1995)
- La calda vita di Al Capone (1995)
- Blow Job Ahoi (1995)
- Doppel Anal (1995)
- Ein Teuflisch geiles Biest (1995)
- Il barone von Masoch (1995)
- C.K.P. (1995)
- Cool Water (1995)
- Decameron Tales I (1995)
- Homo Erectus (1995)
- Paprika (1995)
- Private Film 28: The Gigolo 2 (1995)
- Triple X 7 (1995)
- Divina commedia, seconda parte (1994)
- Dracula (1994)
- Il testamento (1994)
- Les Visiteuses (1994)
- Cronaca Nera 1: Scuole Superiori (1994)
- Emmanuelle 7 (Emmanuelle au 7ème ciel, 1993)
- La Putana (1993)
- Rêves de cuir 2 (1993)
- Arabika (1992)
- Inside Gabriela Dari (1992)
- Joy à Hong Kong (1992)
- Joy à Moscou (1992)
- My Sex Life As a Ghost (1992)
- Tutta una vita (1992)
- Le doppie bocche di Luana (1991)
- Baby nata per godere ovvero la figlia libidinosa (1991)
- Affamata (1990)
- Cicciolina e Moana "Mondiali" (1990)
- Giochi bestiali in famiglia (1990)
- Sexterror (1990)
- Tutte le provocazioni di Moana (1990)
- Femmine bizzarre
- L'uccello del piacere (1989)
- Inside Napoli 1 (Salieri, 1989)
- La ceinture de chasteté (1989)
- Clinique (1989)
- Dirty Woman (1989)
- Detective Transex (1988)
- Transex (1988)
- Chiamami (1987)
- Attention fillettes! (1987)
- Barbara Dare's Roman Holiday (1987)
- Un desiderio bestiale (1987)
- Grand Prixxx (1987)
- Lust Italian Style (1987)
- Messalina oggi (1987)
- Osceno (1987)
- Il vizio nel ventre (1987)
- Fantastica Moana (1987)
- Vietnam Store 2 (Salieri, 1987)
- Vietnam Store 1 (Salieri, 1987)
- Vortix 4 (Salieri, 1986)
- Vortix 3 (Salieri, 1986)
- Vortix 2 (Salieri, 1987)
- Vortix 1 (Salieri, 1987)
- Dolce pelle di Angela (1986)
- Ricordi di notte (1986)
- Marina e il suo cinema (1986)
- Hot Life of Al Capone (1979)